# Guerre d'indépendance du Brésil
La guerre d’indépendance du Brésil commence avec le refus du futur Pierre Ier du Brésil de rentrer au Portugal (lors du Dia do Fico, en janvier 1822) et prend fin en novembre 1823, date à laquelle les dernières garnisons portugaises présentes au Brésil quittent le pays. Elle aboutit à des combats terrestres et maritimes, qui opposent à la fois des forces régulières et des milices armées.

## Déroulement
Pour un article plus général, voir Indépendance du Brésil.

## Batailles
Dans le Pernambouc
- Siège de Recife

Dans le Piauí et le Maranhão
- Bataille de Jenipapo
- Siège de Caxias

Dans le Grão-Pará
- Siège de Belém

À Bahia
- Bataille de Pirajá
- Bataille d'Itaparica
- Bataille du 4 mai
- Siège de Salvador
- Combat du rio Cotegipe

En Cisplatine (aujourd'hui Uruguay)
- Siège de Montevideo (1823-1824)